# Pitija
Pitija starogrško Πυθία v grški mitologiji velja za svečenico, ki je prerokovala v Apolonovem templju v Delfih. Ime izhaja iz grške besede pytho, ki naj bi bilo izvirno ime za Delfi.
Ljudje so se k njej zatekali v časih stiske, ko so potrebovali odgovore in nasvete. Sedela je na trinožnem stolčku nad zemeljsko razpoko, kjer je omamljena s parami, ki so prihajale iz razpoke, govorila nepovezane besede, ki naj bi bile volja bogov. Žvečila je lovorjeve liste in pila vodo iz izvira. Svečeniki (profeti) so nato iz teh besed sestavili prerokbo, ki pa se seveda ni vedno uresničila.
Nasploh je Pitija znana po svojih dvoumnih odgovorih, ki so si jih Grki morali razlagati po svoje. Če se prerokba ni izpolnila, so to pripisali napačni razlagi sporočila. 
Grški zgodovinar Herodot navaja znani primer dvoumne napovedi lidijskemu kralju Krezu. Pitija je Krezu napovedala, da bo s prečkanjem reke Halis (meje svojega kraljestva) uničil veliko državo. Kralj se je zadovoljen odpravil na vojni pohod, vendar je bil premagan; zmagal je perzijski kralj Kir. Krez pa je uničil svojo lastno državo.
Zadnja zabeležena prerokba je iz leta 393, ko je cesar Teodozij I. zaukazal prepoved delovanj poganskih preročišč.